# Saint-Geneys-près-Saint-Paulien

Saint-Geneys-près-Saint-Paulien este o comună în departamentul Haute-Loire, Franța. În 2009 avea o populație de 306 de locuitori.